# گمینا کامینگتسا پولسکا
گمینا کامینگتسا پولسکا (به لهستانی:  Gmina Kamienica Polska) یک گمینا در لهستان است که در شهرستان چنستوخووا واقع شده‌است. گمینا کامینگتسا پولسکا ۴۶٫۷۲ کیلومتر مربع مساحت و ۵٬۶۳۴ نفر جمعیت دارد.